# Mucuna monosperma
Mucuna monosperma är en ärtväxtart som beskrevs av Robert Wight. Mucuna monosperma ingår i släktet Mucuna och familjen ärtväxter. Inga underarter finns listade i Catalogue of Life.